# Olympische Sommerspiele 2020/Leichtathletik – 1500 m (Frauen)
Der 1500-Meter-Lauf der Frauen bei den Olympischen Spielen 2020 in Tokio wurde vom 2. bis 6. August 2021 im Nationalstadion ausgetragen.
Olympiasiegerin wurde die Kenianerin Faith Kipyegon, die mit 3:53,11. min einen neuen olympischen Rekord aufstellte. Silber ging an die Britin Laura Muir und Bronze gewann die Niederländerin Sifan Hassan.

## Aktuelle Titelträgerinnen
| Olympiasiegerin                         | Faith Kipyegon ( Kenia)        | 4:08,92 min | Rio de Janeiro 2016 |
| Weltmeisterin                           | Sifan Hassan ( Niederlande)    | 3:51,95 min | Doha 2019           |
| Europameisterin                         | Laura Muir ( Großbritannien)   | 4:02,32 min | Berlin 2018         |
| Nord-/Zentralamerika-/Karibik-Meisterin | Kate Grace ( USA)              | 4:06,23 min | Toronto 2018        |
| Südamerikameisterin                     | María Pía Fernández ( Uruguay) | 4:27,44 min | Lima 2019           |
| Asienmeisterin                          | P. U. Chitra ( Indien)         | 4:14,56 min | Doha 2019           |
| Afrikameisterin                         | Winny Chebet ( Kenia)          | 4:14,02 min | Asaba 2018          |
| Ozeanienmeisterin                       | Georgia Griffith ( Australien) | 4:12,53 min | Townsville 2019     |

## Rekorde

### Bestehende Rekorde
| Weltrekord         | Genzebe Dibaba ( Äthiopien) | 3:50,07 min | Monaco                    | 17. Juli 2015   |
| Olympischer Rekord | Paula Ivan ( Rumänien)      | 3:53,96 min | Finale OS Seoul, Südkorea | 1. Oktober 1988 |

### Rekordverbesserungen
Es wurde ein neuer olympischer Rekord aufgestellt, darüber hinaus gab es einen Kontinentalrekord und sechs neue Landesrekorde:
- Olympischer Rekord:
  - 3:53,11 min – Faith Kipyegon (Kenia), Finale am 6. August
- Kontinentalrekord:
  - 3:58,81 min (Ozeanienrekord) – Jessica Hull (Australien), erstes Halbfinale am 4. August
- Landesrekorde:
  - 4:04,10 min – Sara Kuivisto (Finnland), erster Vorlauf am 2. August
  - 4:02,33 min – Nozomi Tanaka (Japan), dritter Vorlauf am 2. August
  - 3:59,19 min – Nozomi Tanaka (Japan), erstes Halbfinale am 4. August
  - 4:01,23 min – Kristiina Mäki (Tschechien), erstes Halbfinale am 4. August
  - 4:02,35 min – Sara Kuivisto (Finnland), zweites Halbfinale am 4. August
  - 3:54,50 min – Laura Muir (Großbritannien), Finale am 6. August

## Vorrunde
Die Vorrunde wurde in drei Läufen durchgeführt. Für das Halbfinale qualifizierten sich pro Lauf die ersten sechs Athletinnen (hellblau unterlegt). Darüber hinaus kamen die sechs Zeitschnellsten, die sogenannten Lucky Loser (hellgrün unterlegt), weiter.

### Lauf 1

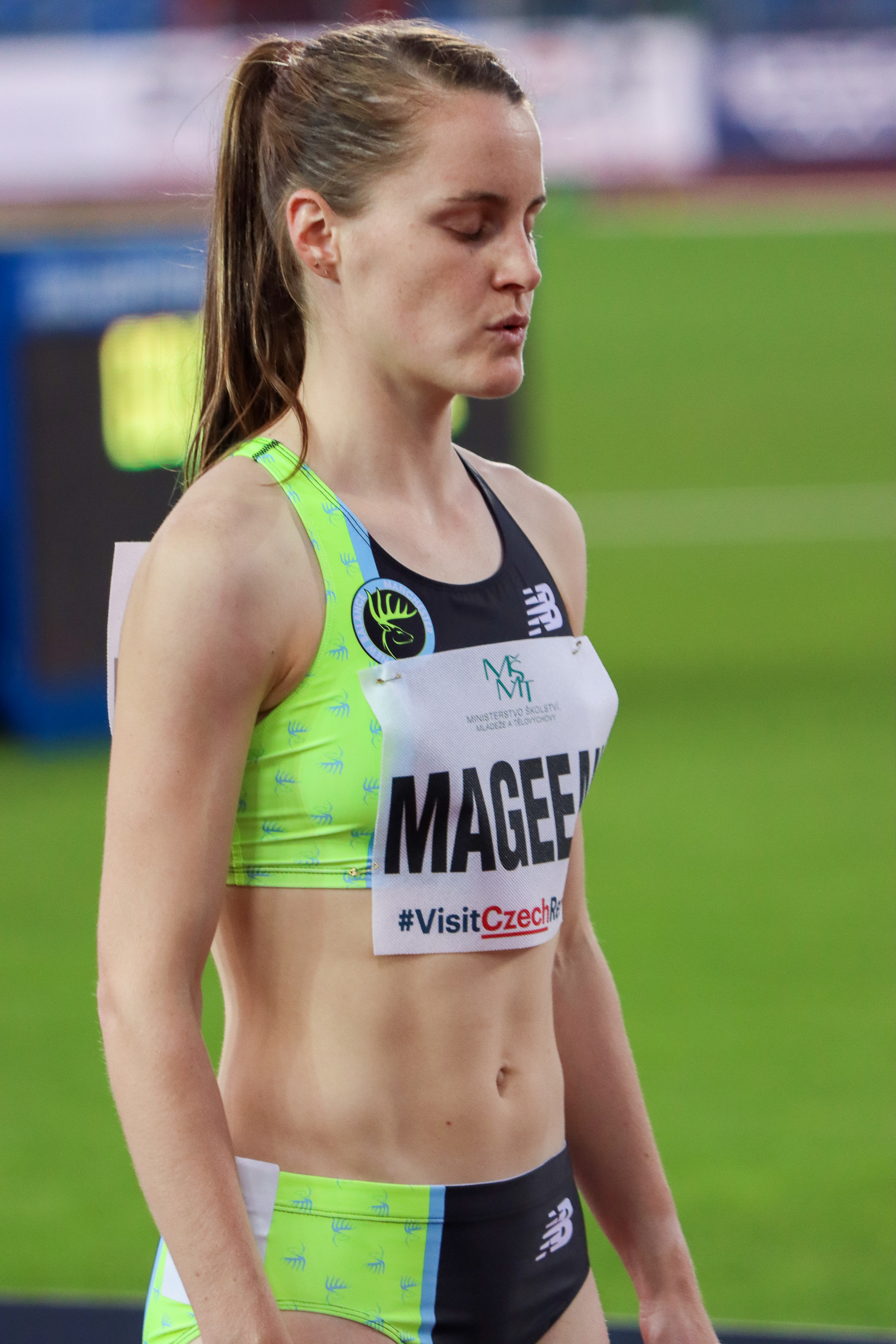
Ciara Mageean – ausgeschieden als Zehnte des ersten Vorlaufs

2. August 2021, 09:35 Uhr (2:35 Uhr MESZ)
| Platz | Name                     | Nation         | Zeit (min) | Anmerkung |
| ----- | ------------------------ | -------------- | ---------- | --------- |
| 1     | Gabriela DeBues-Stafford | Kanada         | 4:03,70    |           |
| 2     | Laura Muir               | Großbritannien | 4:03,89    |           |
| 3     | Winny Chebet             | Kenia          | 4:03,93    |           |
| 4     | Sara Kuivisto            | Finnland       | 4:04,10    | NR        |
| 5     | Freweyni Gebreezibeher   | Äthiopien      | 4:04,12    |           |
| 6     | Kristiina Mäki           | Tschechien     | 4:04,55    | PB        |
| 7     | Marta Pérez              | Spanien        | 4:04,76    | PB        |
| 8     | Cory McGee               | USA            | 4:05,15    |           |
| 9     | Elise Vanderelst         | Belgien        | 4:05,63    |           |
| 10    | Ciara Mageean            | Irland         | 4:07,29    |           |
| 11    | Federica Del Buono       | Italien        | 4:07,70    | SB        |
| 12    | Laura Galván             | Mexiko         | 4:08,15    |           |
| 13    | Salomé Afonso            | Portugal       | 4:10,80    |           |
| 14    | Georgia Griffith         | Australien     | 4:14,43    | SB        |
| 15    | Hanna Klein              | Deutschland    | 4:14,83    |           |

Weitere im ersten Vorlauf ausgeschiedene Läuferinnen:

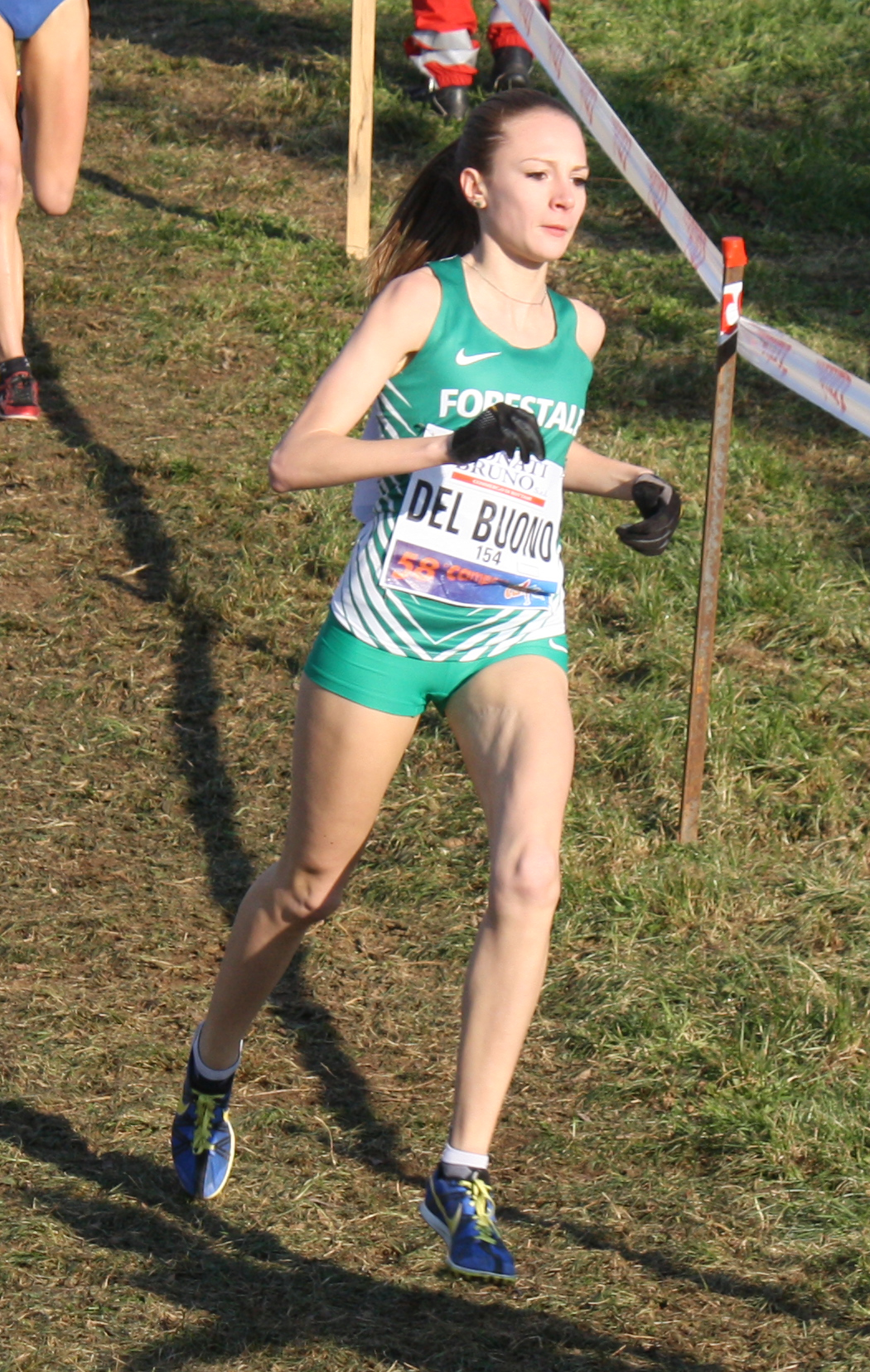
Federica Del Buono – Rang elf
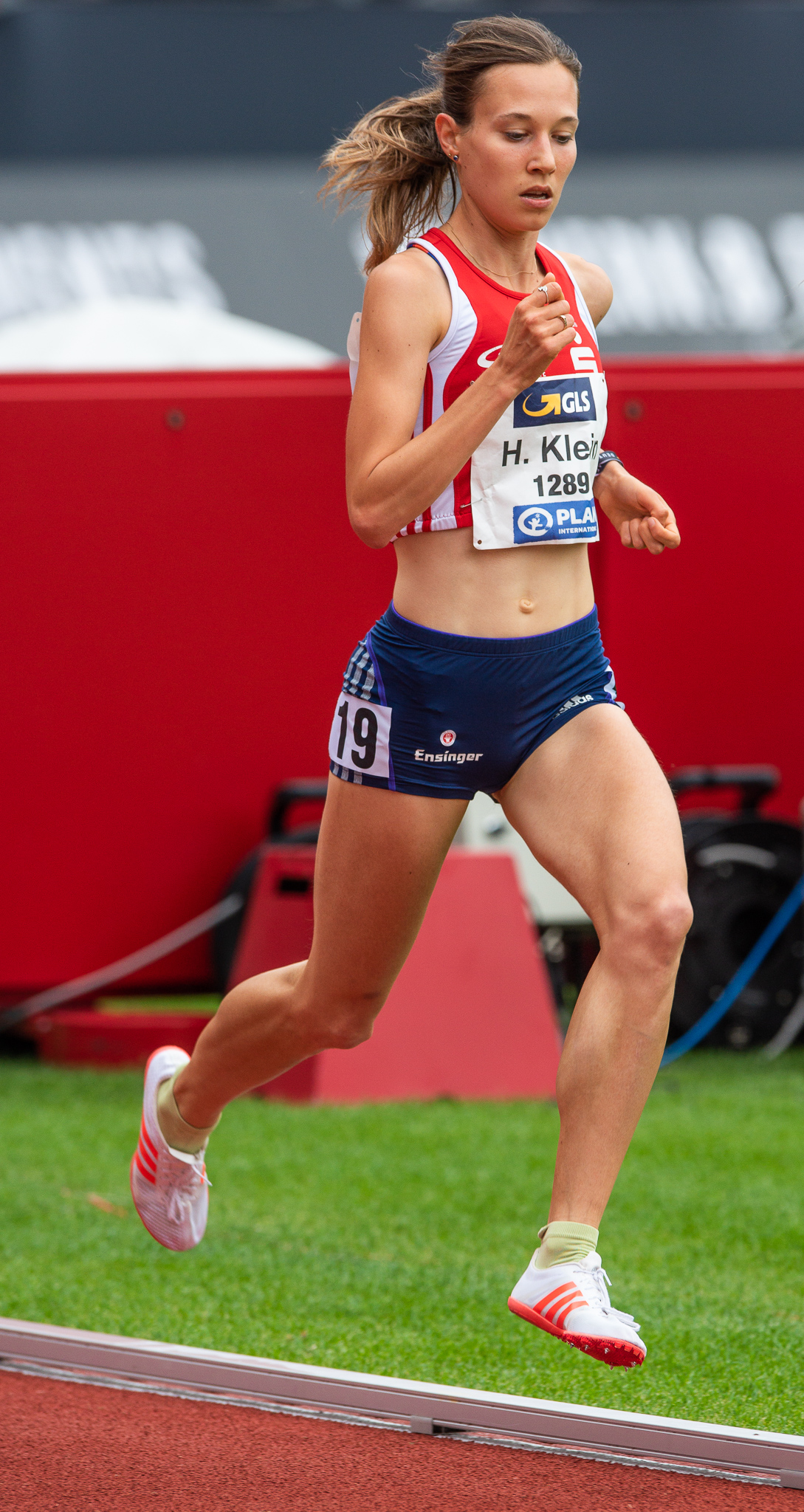
Hanna Klein – Rang fünfzehn

### Lauf 2

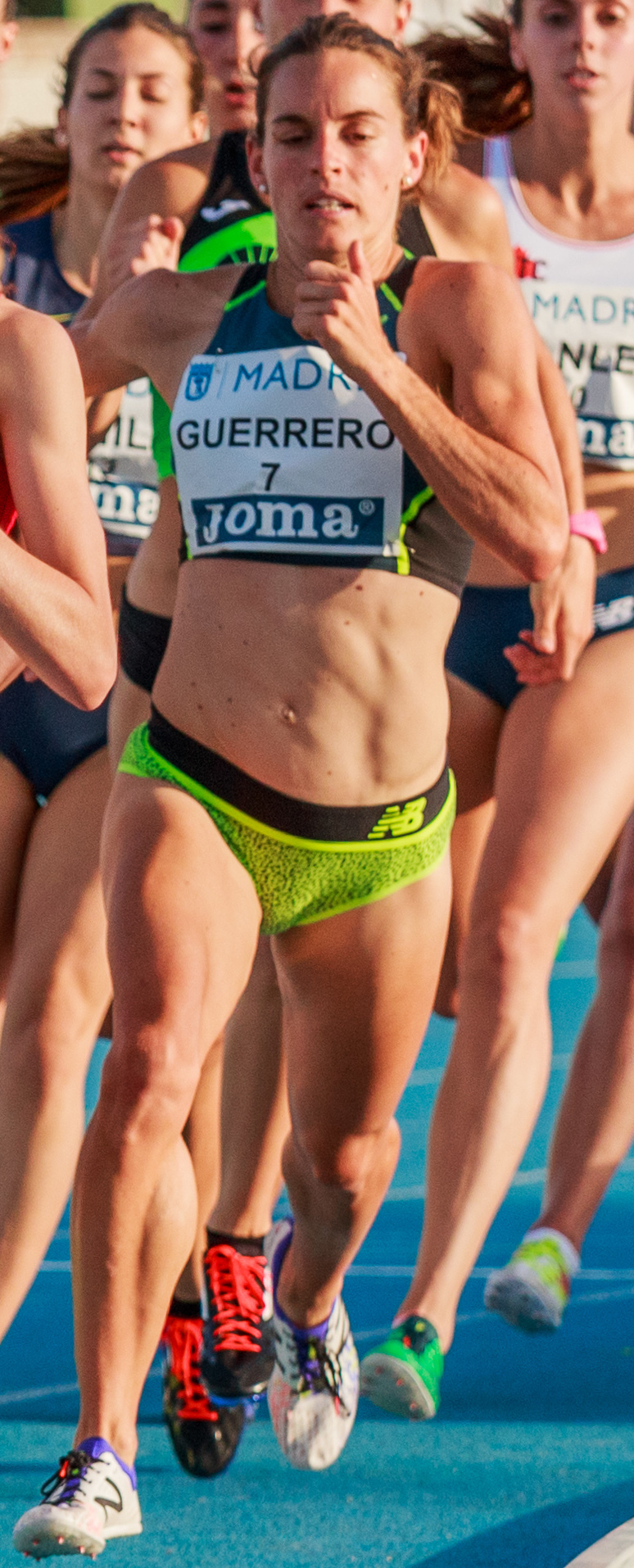
Esther Guerrero – ausgeschieden als Achte des zweiten Vorlaufs
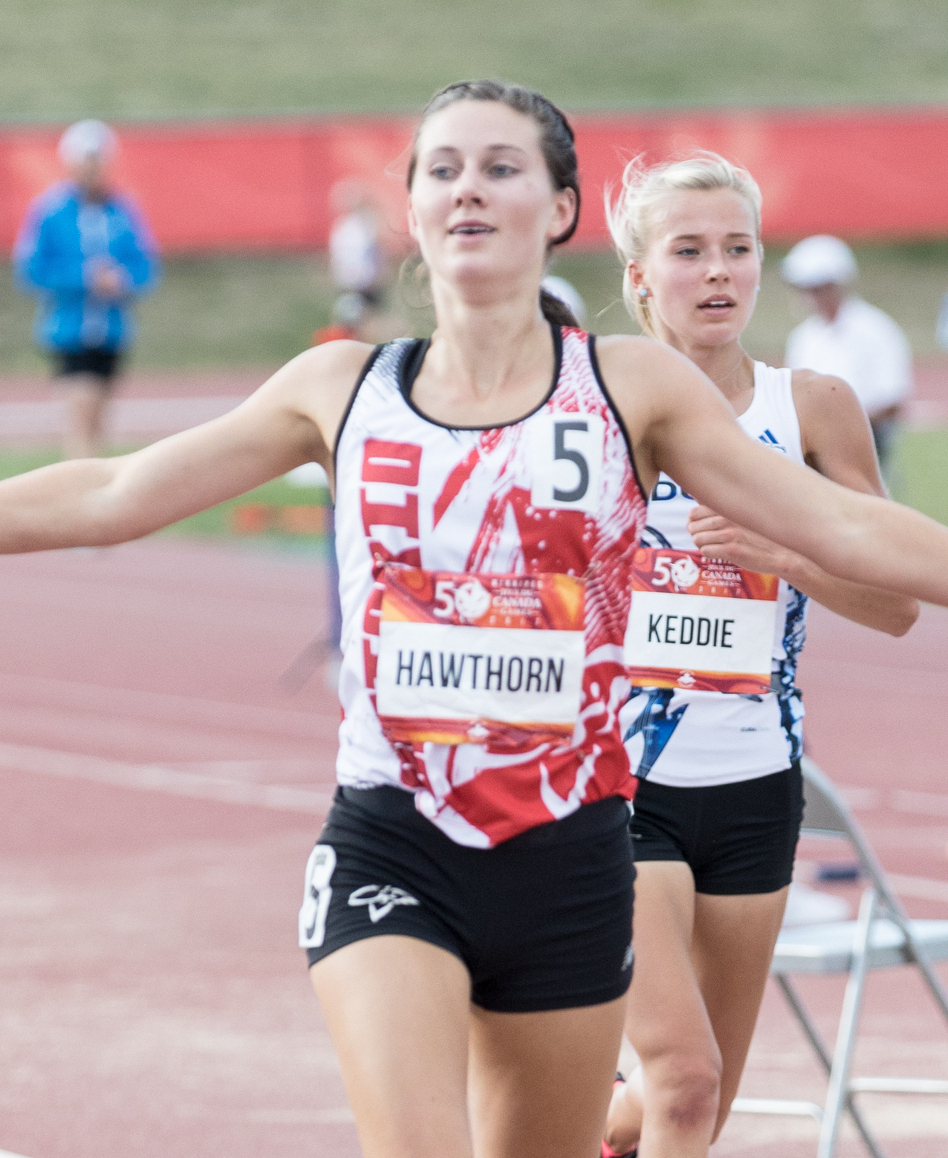
Natalia Hawthorn – ausgeschieden als Zehnte des zweiten Vorlaufs

2. August 2021, 09:47 Uhr (2:47 Uhr MESZ)
| Platz | Name                    | Nation               | Zeit (min) | Anmerkung                                        |
| ----- | ----------------------- | -------------------- | ---------- | ------------------------------------------------ |
| 1     | Sifan Hassan            | Niederlande          | 4:05,17    |                                                  |
| 2     | Jessica Hull            | Australien           | 4:05,28    |                                                  |
| 3     | Elle Purrier St. Pierre | USA                  | 4:05,34    |                                                  |
| 4     | Gaia Sabbatini          | Italien              | 4:05,41    |                                                  |
| 5     | Lemlem Hailu            | Äthiopien            | 4:05,49    |                                                  |
| 6     | Diana Mezuliáníková     | Tschechien           | 4:05,49    | PB                                               |
| 7     | Revée Walcott-Nolan     | Großbritannien       | 4:06,23    | PB                                               |
| 8     | Esther Guerrero         | Spanien              | 4:07,08    |                                                  |
| 9     | Ran Urabe               | Japan                | 4:07,90    | PB                                               |
| 10    | Natalia Hawthorn        | Kanada               | 4:08,04    |                                                  |
| 11    | Claudia Bobocea         | Rumänien             | 4:09,19    |                                                  |
| 12    | Edinah Jebitok          | Kenia                | 4:10,72    | nach Juryentscheid für das Halbfinale zugelassen |
| 13    | Aisha Praught-Leer      | Jamaika              | 4:15,31    |                                                  |
| 14    | Anjelina Lohalith       | Refugee Olympic Team | 4:31,65    | PB                                               |
| 15    | María Pía Fernández     | Uruguay              | 4:59,36    |                                                  |

Weitere im zweiten Vorlauf ausgeschiedene Läuferinnen:

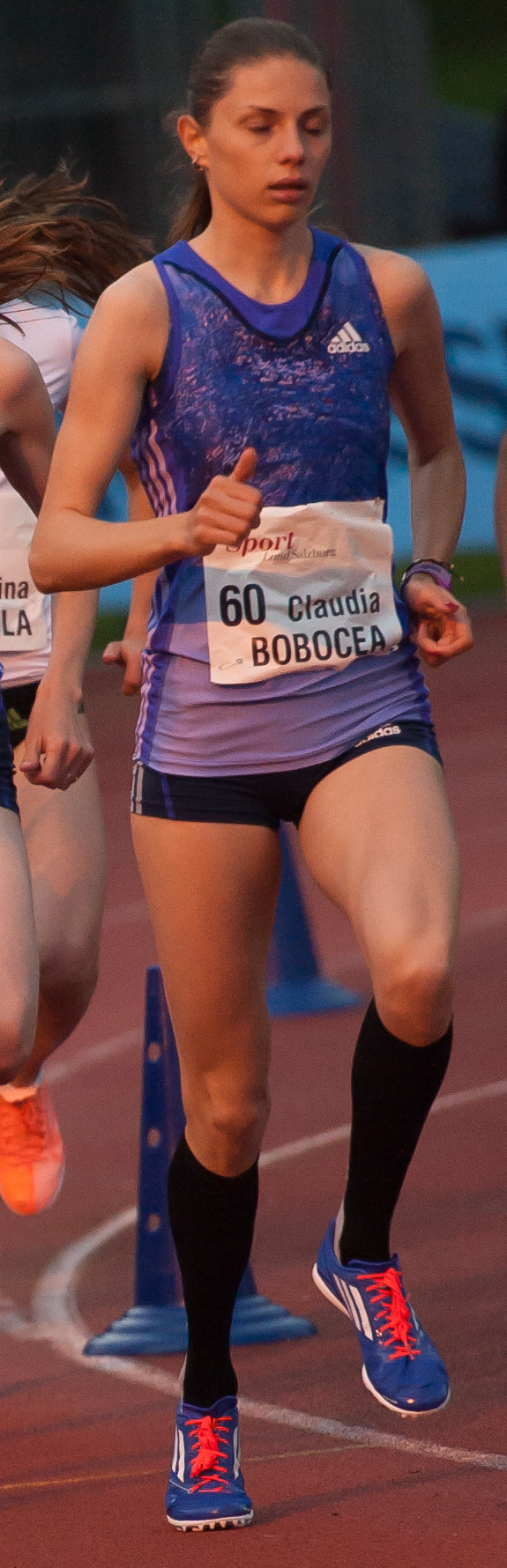
Claudia Bobocea – Rang elf
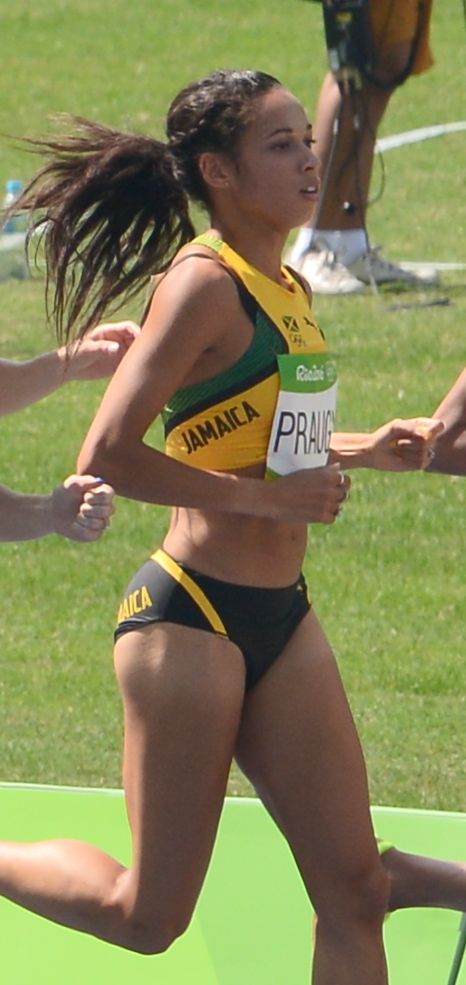
Aisha Praught-Leer – Rang dreizehn
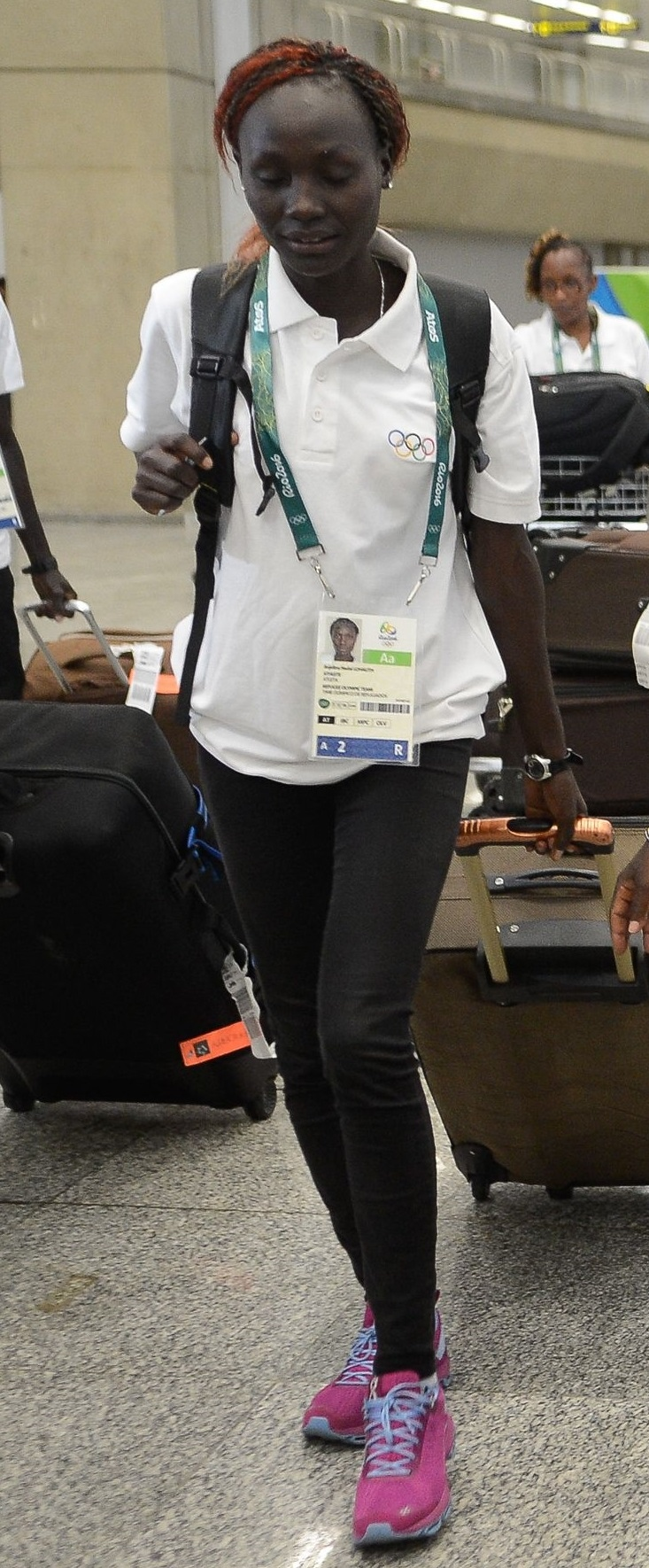
Anjelina Lohalith – Rang vierzehn
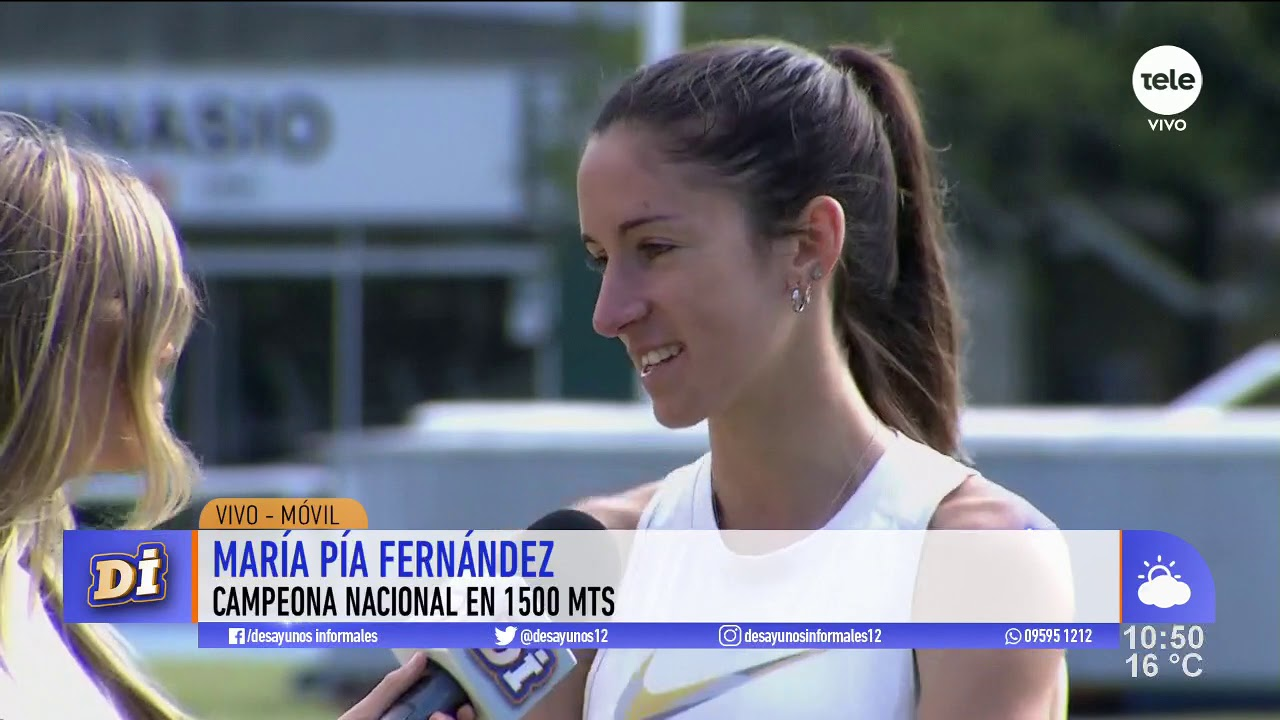
María Pía Fernández – Rang fünfzehn

### Lauf 3

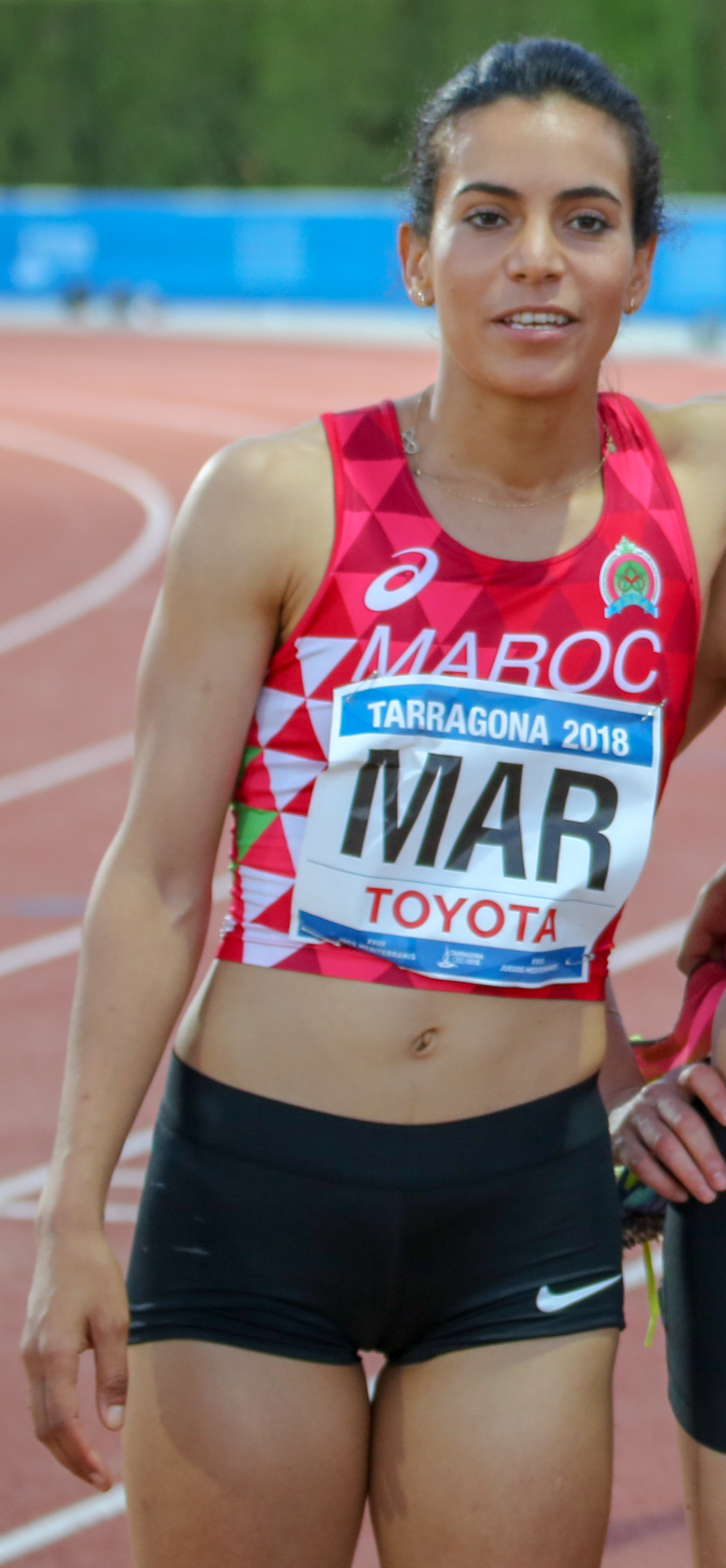
Rababe Arafi – Wettkampf im ersten Vorlauf nicht beendet

2. August 2021, 09:59 Uhr (2:59 Uhr MESZ)
| Platz | Name            | Nation         | Zeit (min) | Anmerkung |
| ----- | --------------- | -------------- | ---------- | --------- |
| 1     | Faith Kipyegon  | Kenia          | 4:01,40    |           |
| 2     | Winnie Nanyondo | Uganda         | 4:02,24    |           |
| 3     | Linden Hall     | Australien     | 4:02,27    |           |
| 4     | Nozomi Tanaka   | Japan          | 4:02,33    | NR        |
| 5     | Heather MacLean | USA            | 4:02,40    |           |
| 6     | Katie Snowden   | Großbritannien | 4:02,77    | PB        |
| 7     | Lucia Stafford  | Kanada         | 4:03,52    | PB        |
| 8     | Martyna Galant  | Polen          | 4:05,03    | PB        |
| 9     | Caterina Granz  | Deutschland    | 4:06,22    | SB        |
| 10    | Marta Pen       | Portugal       | 4:07,33    |           |
| 11    | Sarah Healy     | Irland         | 4:09,78    |           |
| 12    | Diribe Welteji  | Äthiopien      | 4:10,25    |           |
| 13    | Simona Vrzalová | Tschechien     | 4:19,46    |           |
| DNF   | Zourah Ali      | Dschibuti      |            |           |
| DNF   | Rababe Arafi    | Marokko        |            |           |

## Halbfinale
Das Halbfinale umfasste zwei Läufe. Für das Finale qualifizierten sich pro Lauf die ersten fünf Athletinnen (hellblau unterlegt). Darüber hinaus kamen die zwei Zeitschnellsten, die sogenannten Lucky Loser (hellgrün unterlegt), weiter.

### Lauf 1

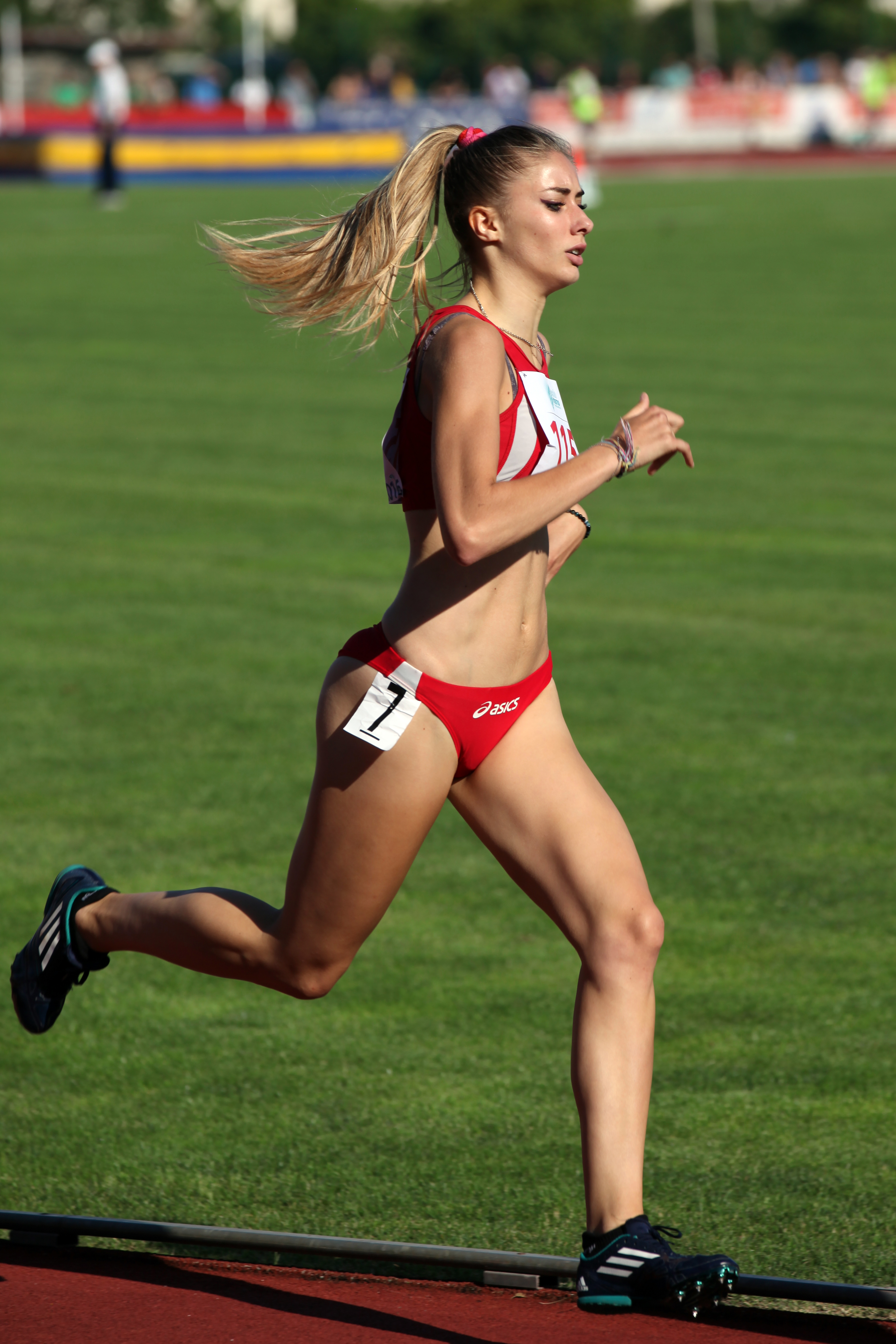
Gaia Sabbatini – ausgeschieden als Achte des ersten Halbfinals

4. August 2021, 19:00 Uhr (12:00 Uhr MESZ)
| Platz | Name                     | Nation         | Zeit (min) | Anmerkung                                    |
| ----- | ------------------------ | -------------- | ---------- | -------------------------------------------- |
| 1     | Faith Kipyegon           | Kenia          | 3:56,80    |                                              |
| 2     | Freweyni Gebreezibeher   | Äthiopien      | 3:57,54    |                                              |
| 3     | Gabriela DeBues-Stafford | Kanada         | 3:58,28    | SB                                           |
| 4     | Jessica Hull             | Australien     | 3:58,81    | OZ                                           |
| 5     | Nozomi Tanaka            | Japan          | 3:59,19    | NR                                           |
| 6     | Elle Purrier St. Pierre  | USA            | 4:01,00    |                                              |
| 7     | Kristiina Mäki           | Tschechien     | 4:01,23    | NR                                           |
| 8     | Gaia Sabbatini           | Italien        | 4:02,25    | PB                                           |
| 9     | Katie Snowden            | Großbritannien | 4:02,93    |                                              |
| 10    | Martyna Galant           | Polen          | 4:06,01    |                                              |
| 11    | Cory McGee               | USA            | 4:10,39    | nach Juryentscheid für das Finale zugelassen |
| 12    | Caterina Granz           | Deutschland    | 4:10,93    |                                              |
| 13    | Winny Chebet             | Kenia          | 4:11,62    |                                              |

Weitere im ersten Halbfinale ausgeschiedene Läuferinnen:

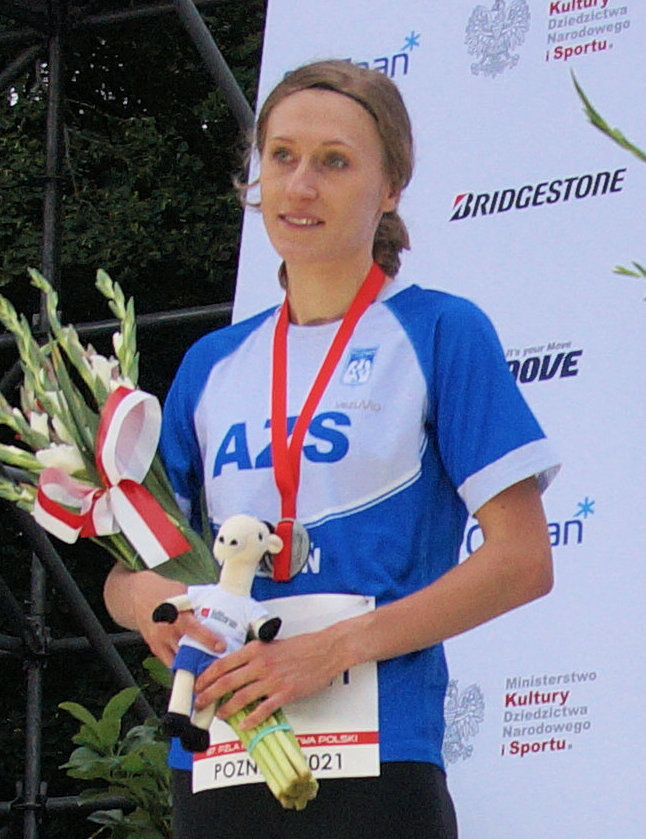
Martyna Galant – Rang zehn
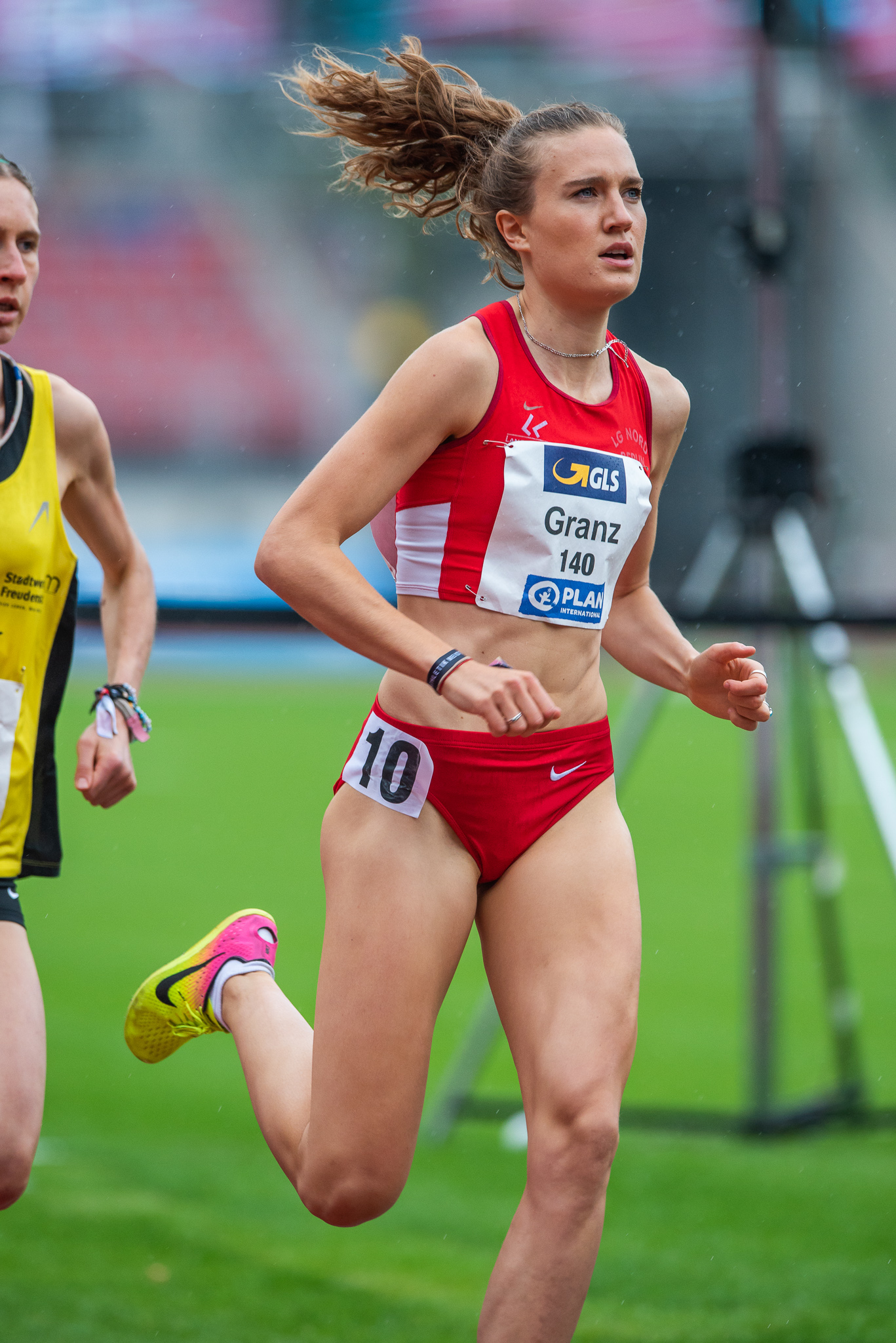
Caterina Granz – Rang zwölf
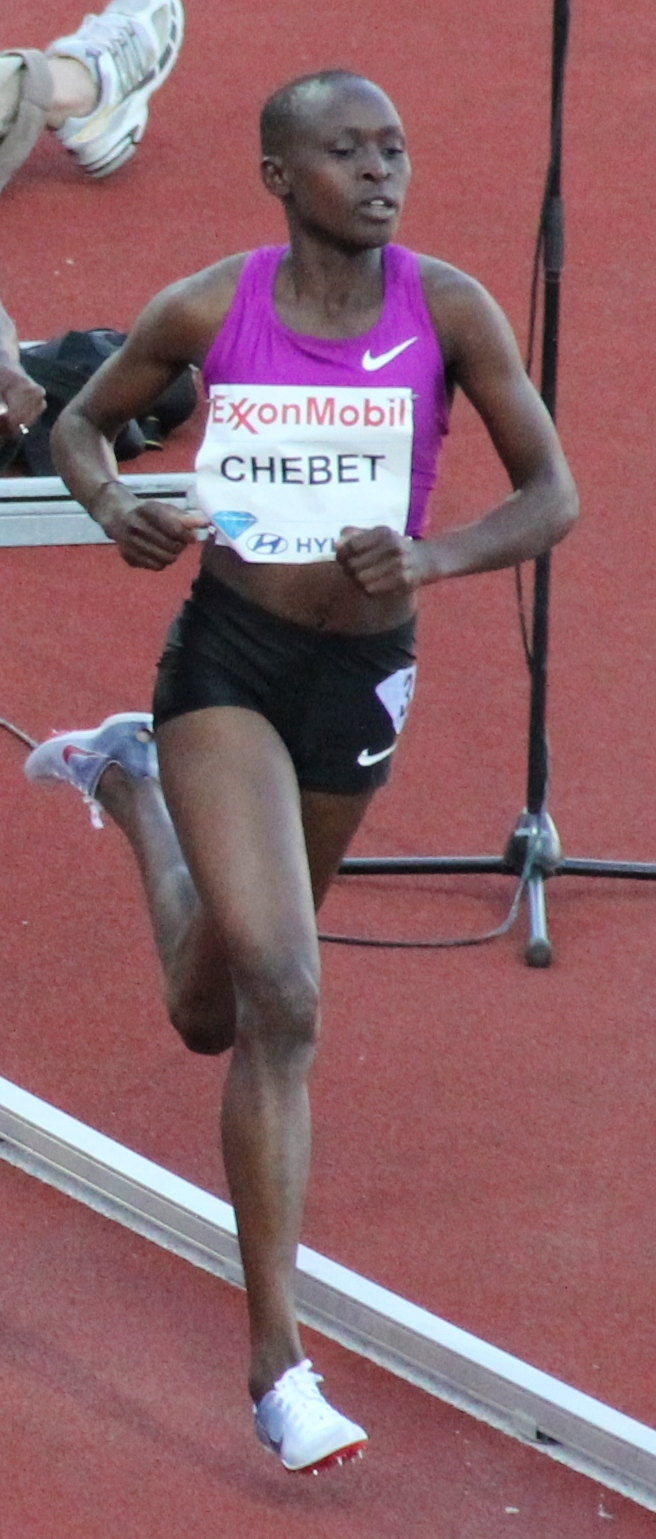
Winny Chebet – Rang dreizehn

### Lauf 2

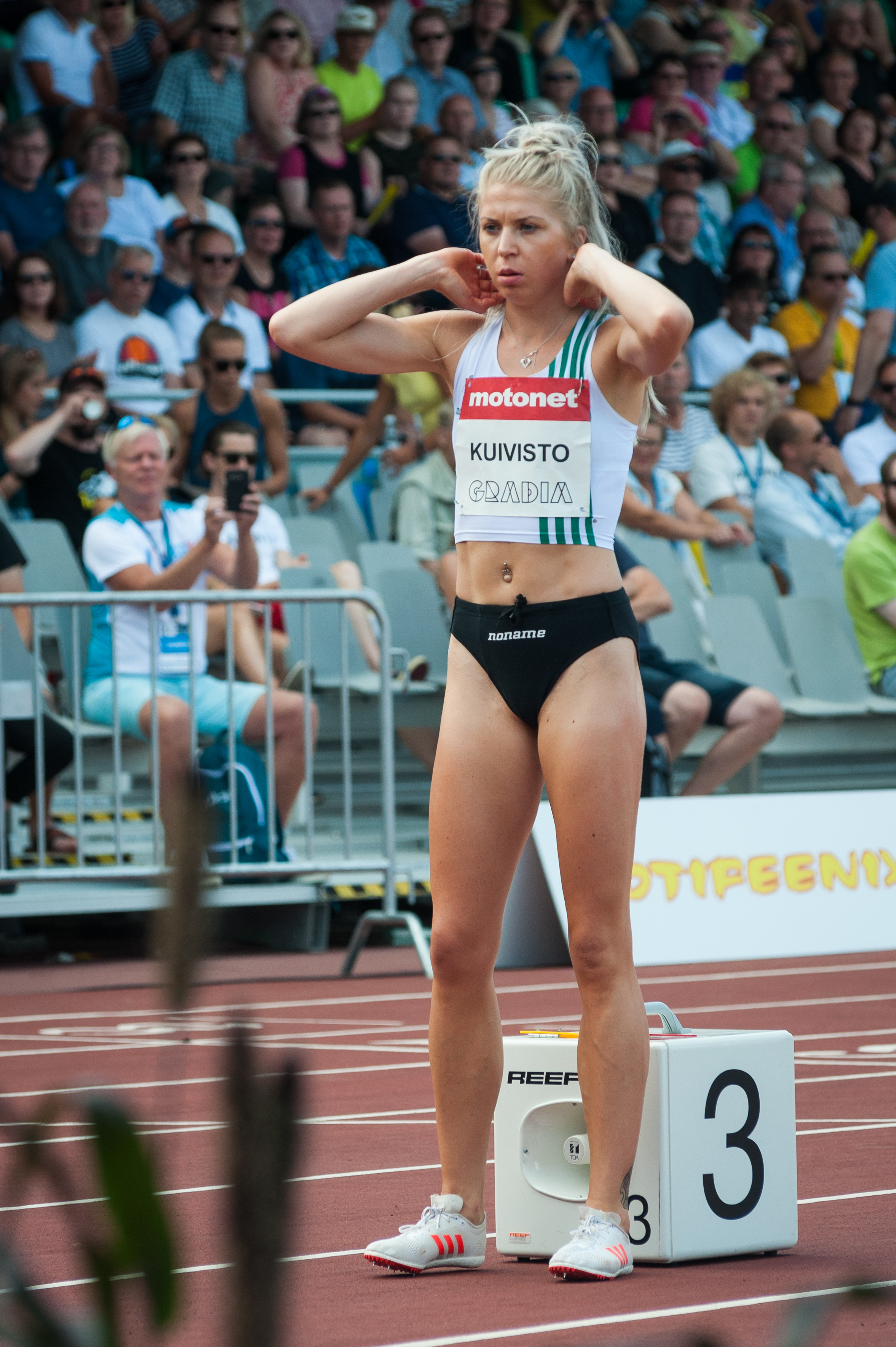
Sara Kuivisto – ausgeschieden als Siebte des ten Halbfinals

4. August 2021, 19:12 Uhr (12:12 Uhr MESZ)
| Platz | Name                | Nation         | Zeit (min) | Anmerkung |
| ----- | ------------------- | -------------- | ---------- | --------- |
| 1     | Sifan Hassan        | Niederlande    | 4:00,23    |           |
| 2     | Laura Muir          | Großbritannien | 4:00,73    |           |
| 3     | Linden Hall         | Australien     | 4:01,37    |           |
| 4     | Winnie Nanyondo     | Uganda         | 4:01,64    |           |
| 5     | Marta Pérez         | Spanien        | 4:01,69    | PB        |
| 6     | Lucia Stafford      | Kanada         | 4:02,12    | PB        |
| 7     | Sara Kuivisto       | Finnland       | 4:02,35    | NR        |
| 8     | Diana Mezuliáníková | Tschechien     | 4:03,70    | PB        |
| 9     | Lemlem Hailu        | Äthiopien      | 4:03,76    |           |
| 10    | Marta Pen           | Portugal       | 4:04,15    | SB        |
| 11    | Elise Vanderelst    | Belgien        | 4:04,86    |           |
| 12    | Heather MacLean     | USA            | 4:05,33    |           |
| 13    | Edinah Jebitok      | Kenia          | 4:05,56    |           |

Weitere im zweiten Halbfinale ausgeschiedene Läuferinnen:

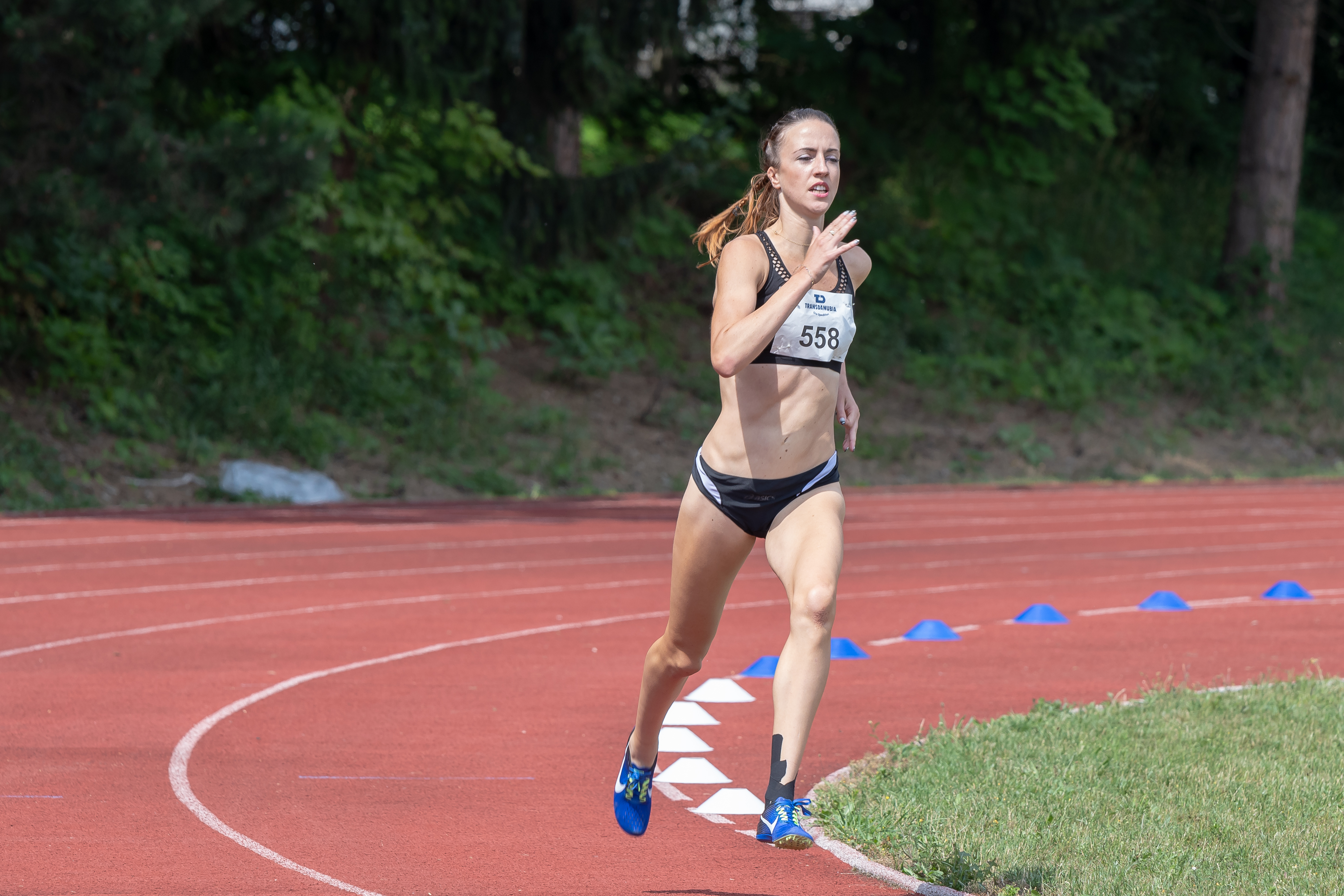
Diana Mezuliáníková – Rang acht
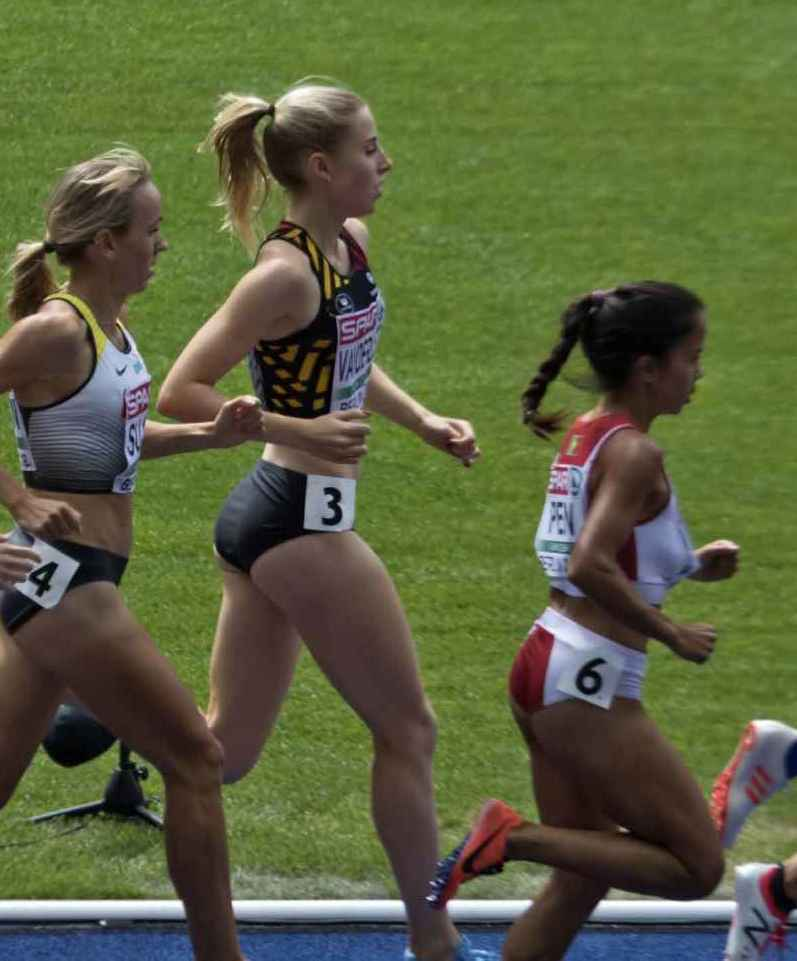
Marta Pen (Nr. 6) – Rang zehn
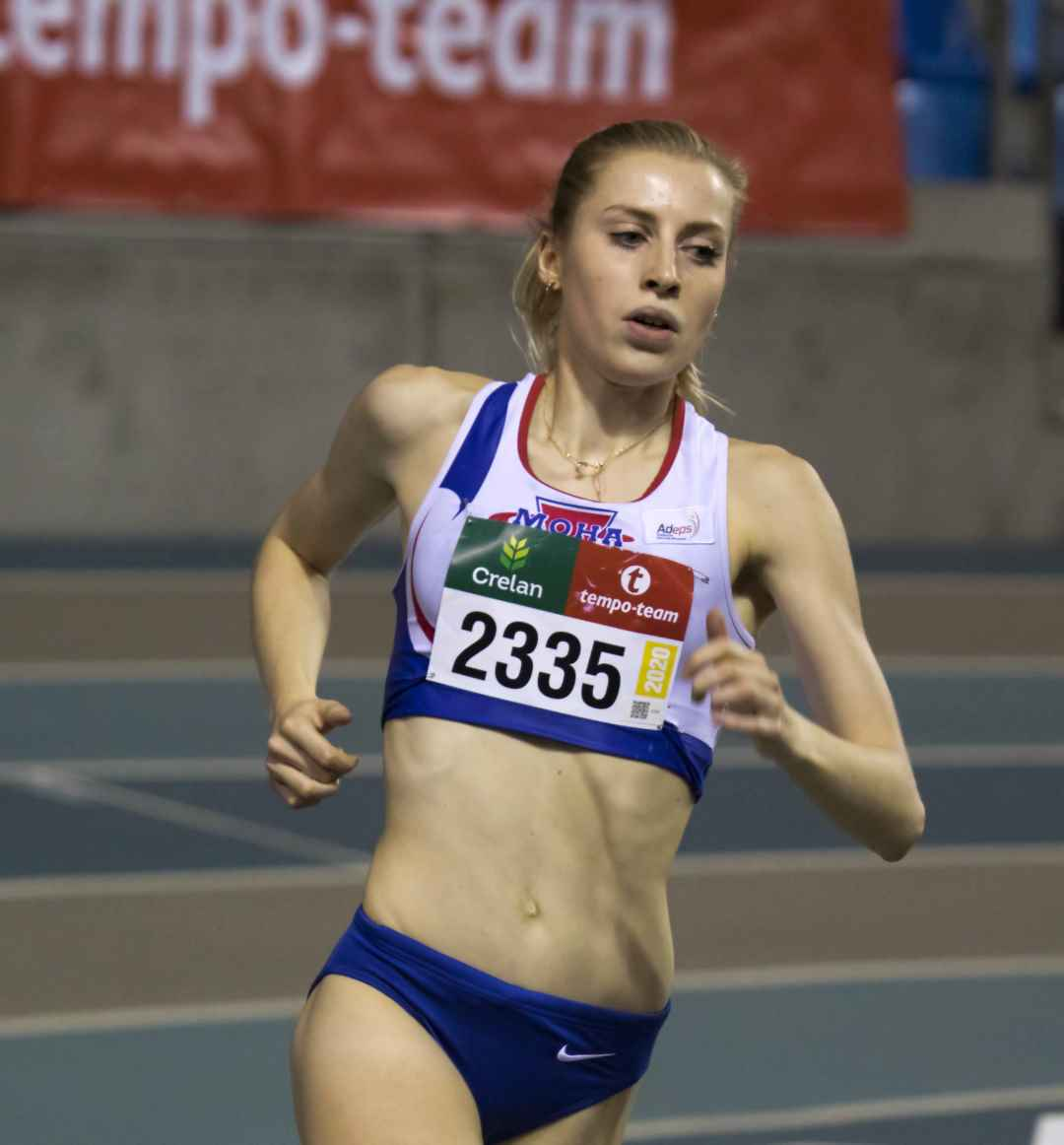
Elise Vanderelst – Rang elf

## Finale

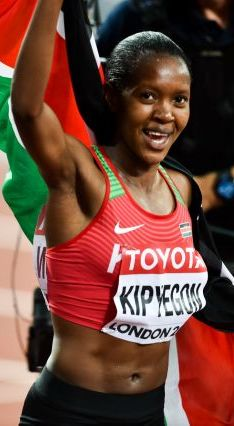
Faith Kipyegon – nach 2016 erneut Olympiasiegerin über 1500 Meter

6. August 2021, 21:50 Uhr (14:50 Uhr MESZ)
| Platz | Name                     | Nation         | Zeit (min) | Anmerkung |
| ----- | ------------------------ | -------------- | ---------- | --------- |
| 1     | Faith Kipyegon           | Kenia          | 3:53,11    | OR        |
| 2     | Laura Muir               | Großbritannien | 3:54,50    | NR        |
| 3     | Sifan Hassan             | Niederlande    | 3:55,86    |           |
| 4     | Freweyni Gebreezibeher   | Äthiopien      | 3:57,60    |           |
| 5     | Gabriela DeBues-Stafford | Kanada         | 3:58,93    |           |
| 6     | Linden Hall              | Australien     | 3:59,01    | PB        |
| 7     | Winnie Nanyondo          | Uganda         | 3:59,80    | SB        |
| 8     | Nozomi Tanaka            | Japan          | 3:59,95    |           |
| 9     | Marta Pérez              | Spanien        | 4:00,12    | PB        |
| 10    | Elle Purrier St. Pierre  | USA            | 4:01,75    |           |
| 11    | Jessica Hull             | Australien     | 4:02,63    |           |
| 12    | Cory McGee               | USA            | 4:05,50    |           |
| 13    | Kristiina Mäki           | Tschechien     | 4:11,76    |           |

Favoritinnen für diesen Wettbewerb waren in erster Linie die kenianische Olympiasiegerin von 2016 Faith Kipyegon und die Niederländerin Sifan Hassan, die vier Tage zuvor Gold über 5000 Meter gewonnen hatte. Allerdings war sie für den folgenden Tag auch noch im Rennen über 10.000 Meter gemeldet. Hoch einzuschätzen war außerdem die britische Europameister Laura Muir.
Mutig übernahm Hassan nach dreihundert Metern die Führung, um mit einem möglichst hohen Tempo Kipyegons Spurtfähigkeiten zu schwächen. Die Niederländerin blieb während der folgenden Runden kontinuierlich an der Spitze. Kipyegon, Muir und die Kanadierin Gabriela DeBues-Stafford folgten ihr und ließen sich nicht abschütteln.
Auf der letzten Gegengeraden kam Faith Kipyegons Angriff. Sie zog an Hassan vorbei und lief ungefährdet dem Olympiasieg entgegen. Mit 3:53,11 min verbesserte sie Paula Ivans Olympiarekord aus dem Jahr 1988 um 85 Hundertstelsekunden. Auch Laura Muir spurtete in der Zielkurve an der lange führenden Niederländerin vorbei und gewann in der neuen Landesrekordzeit von 3:54,50 min die Silbermedaille. Sifan Hassan sicherte sich dahinter in 3:55,86 min mit Bronze ihre zweite Medaille bei diesen Spielen. Am Tag darauf kam sie über 10.000 Meter zu ihrem zweiten Olympiasieg in Tokio.
Knapp zwei Sekunden hinter den Medaillengewinnerinnen erreichte die Äthiopierin Freweyni Gebreezibeher den vierten Platz. Fünfte wurde Gabriela DeBues-Stafford vor der Australierin Linden Hall. Die Ränge sieben und acht gingen in dieser Reihenfolge an Winnie Nanyondo aus Uganda und die Japanerin Nozomi Tanaka.

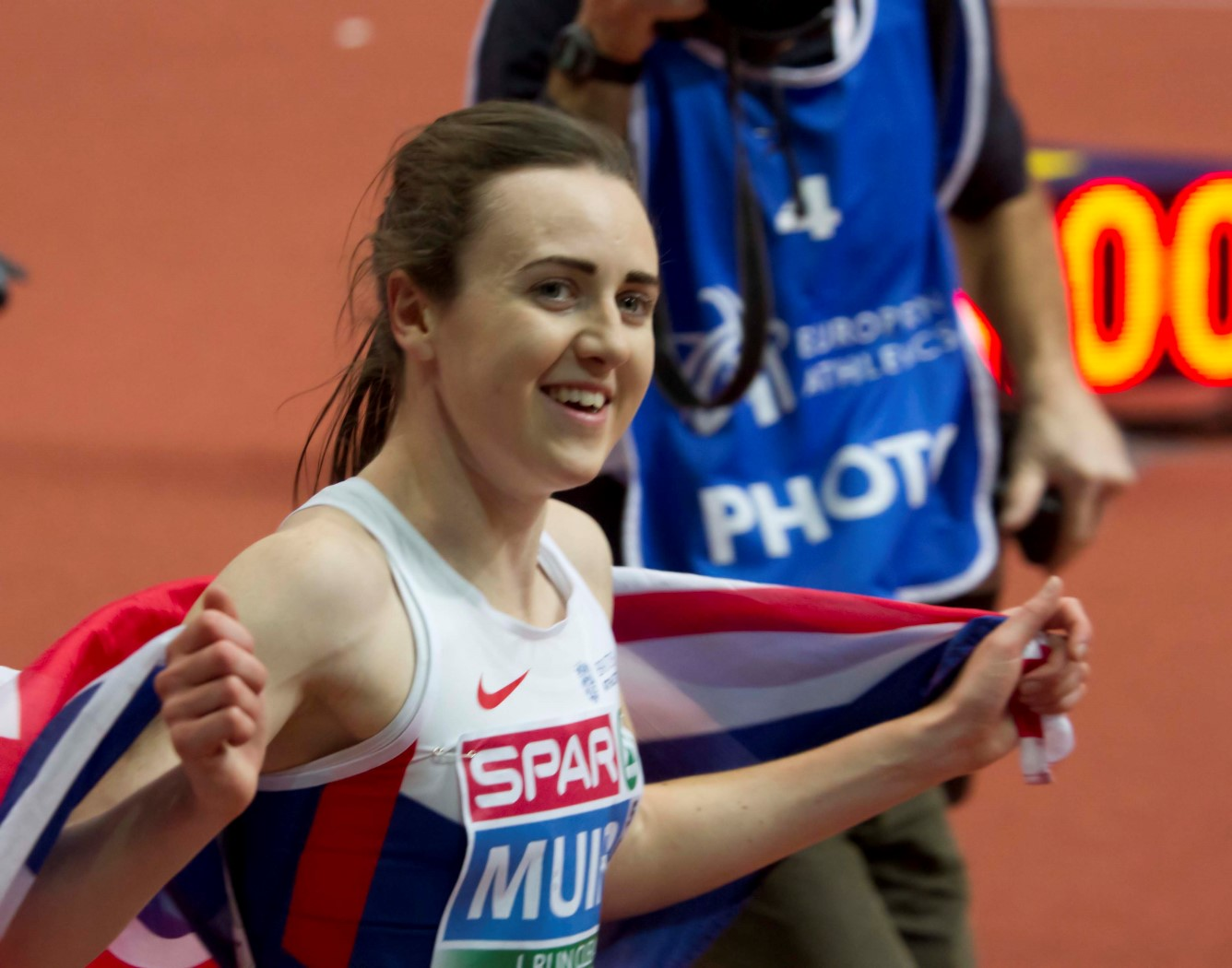
Silbermedaillengewinnerin Laura Muir
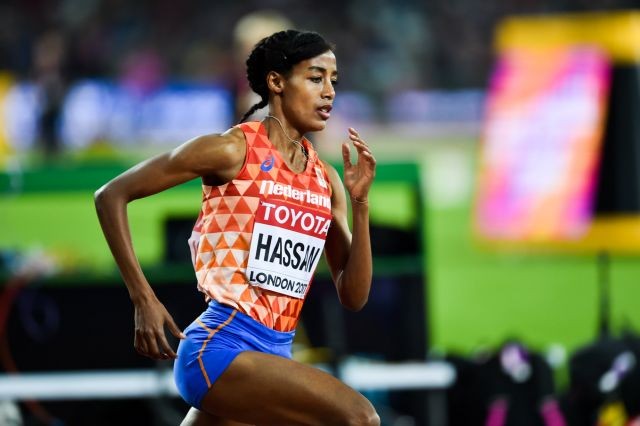
Bronze für Sifan Hassan nach Gold über 5000 Meter – Gold über 10.000 Meter sollte noch folgen
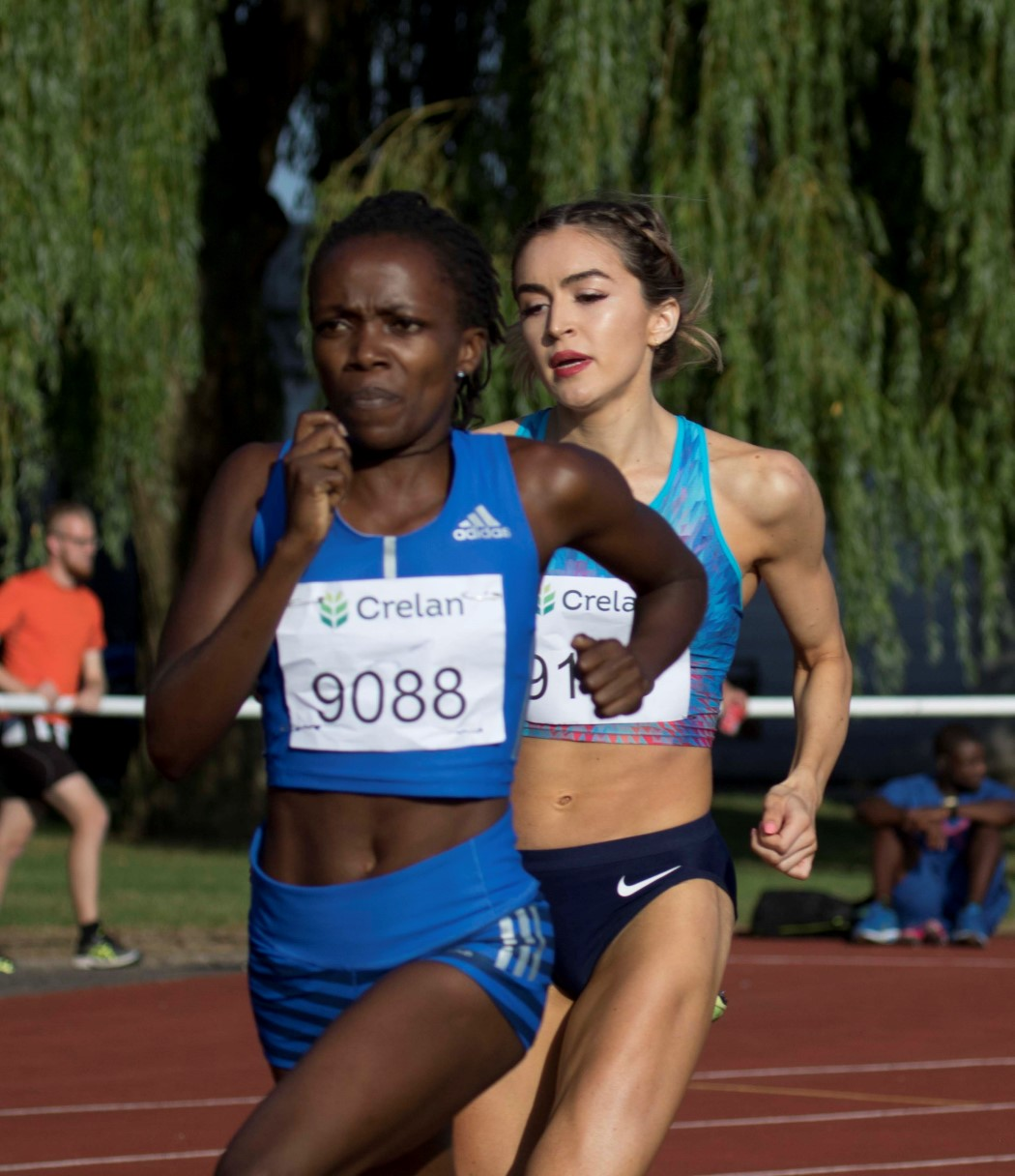
Die siebtplatzierte Winnie Nanyondo (Nr. 9088)
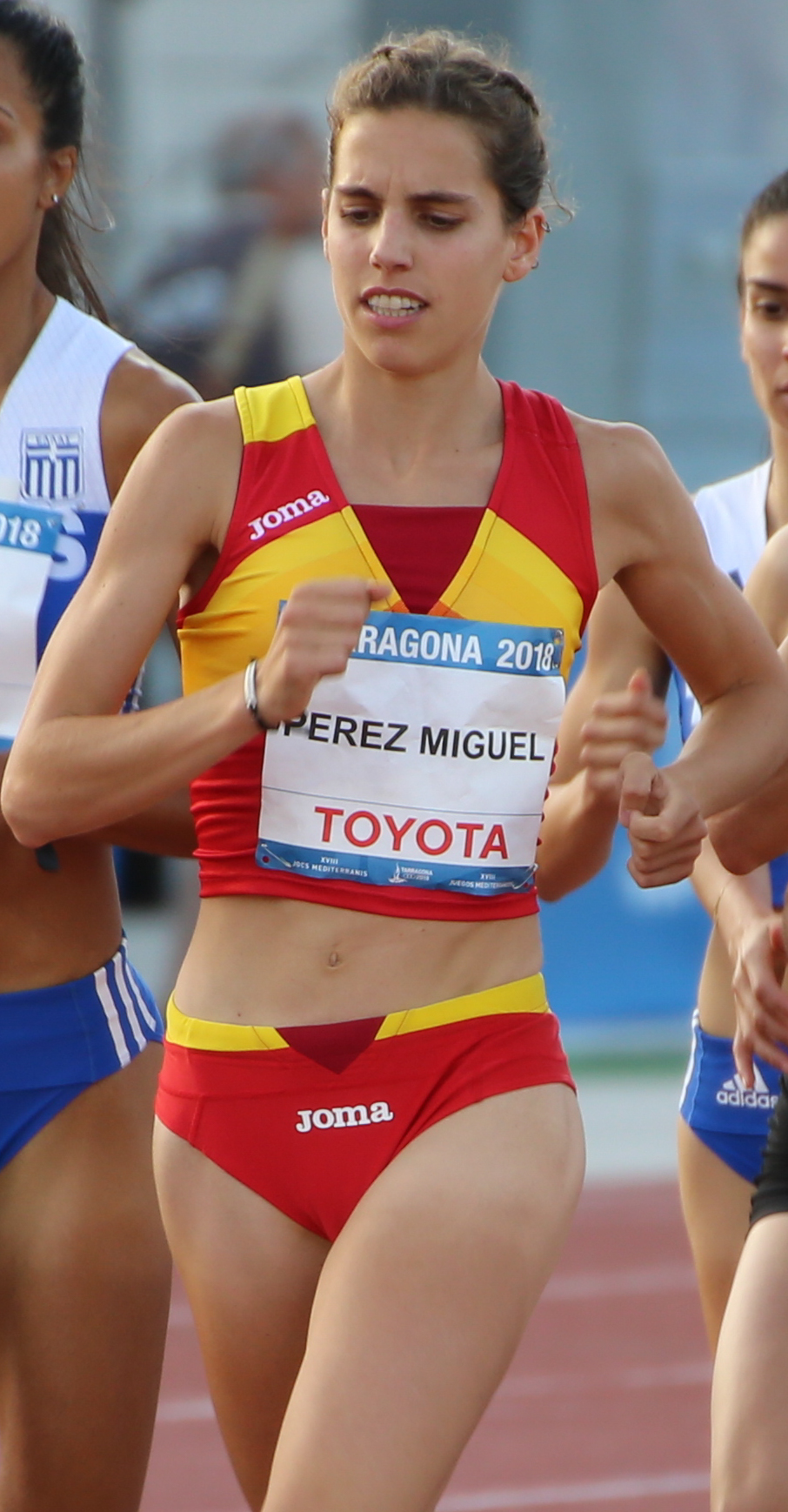
Die Olympianeunte Marta Pérez

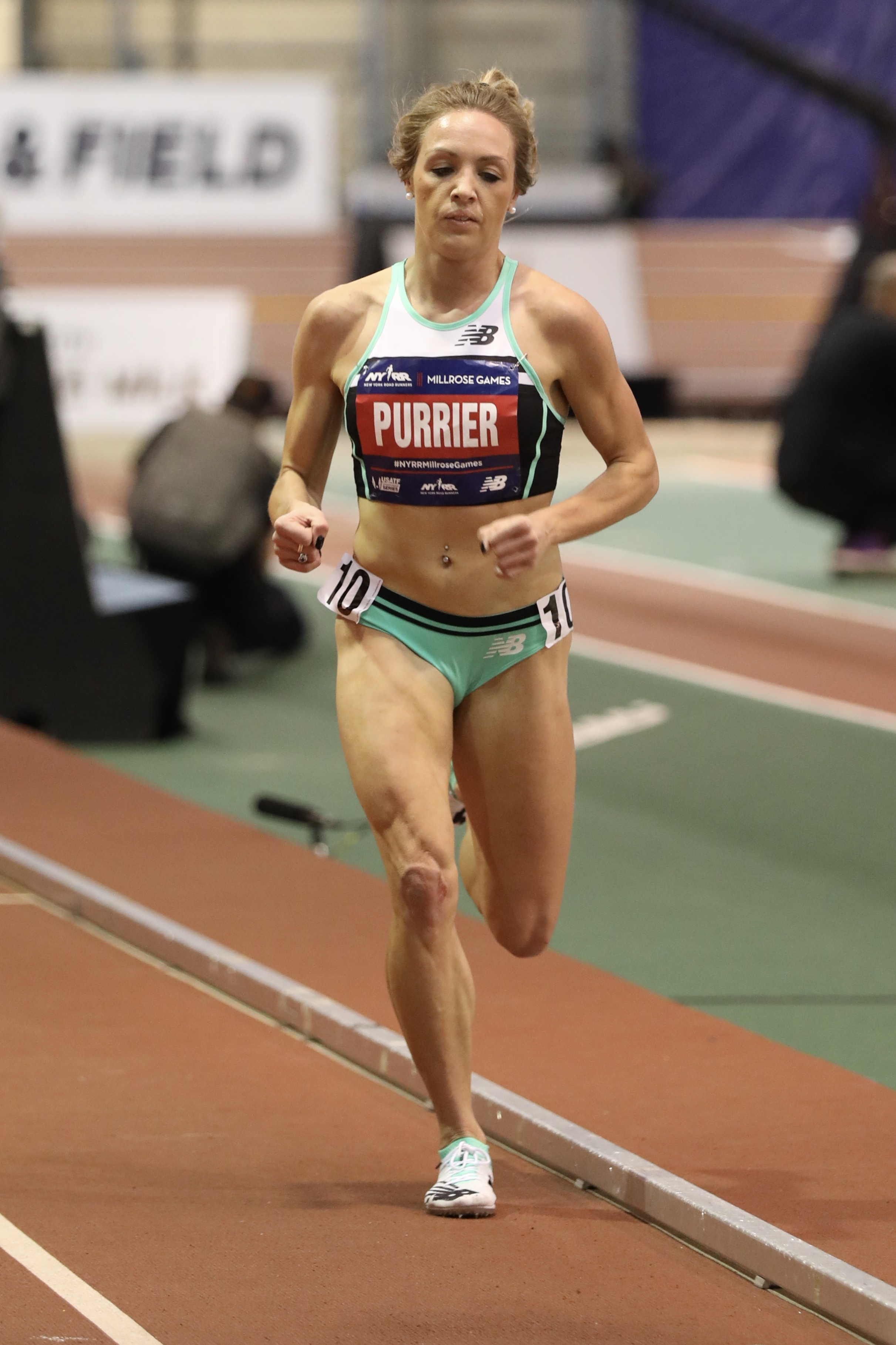
Rang zehn für Elle Purrier St. Pierre
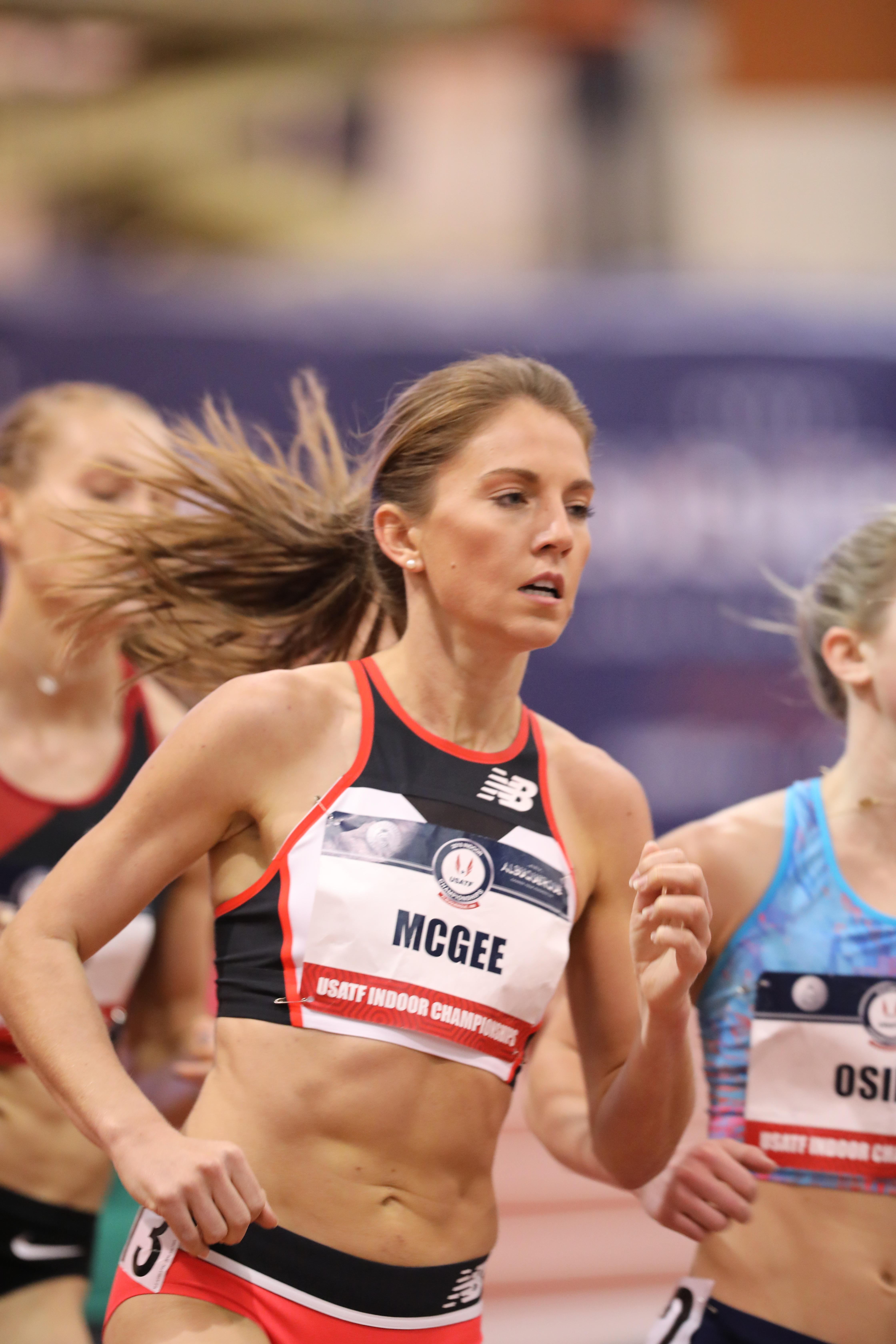
Cory McGee kam auf den zwölften Platz
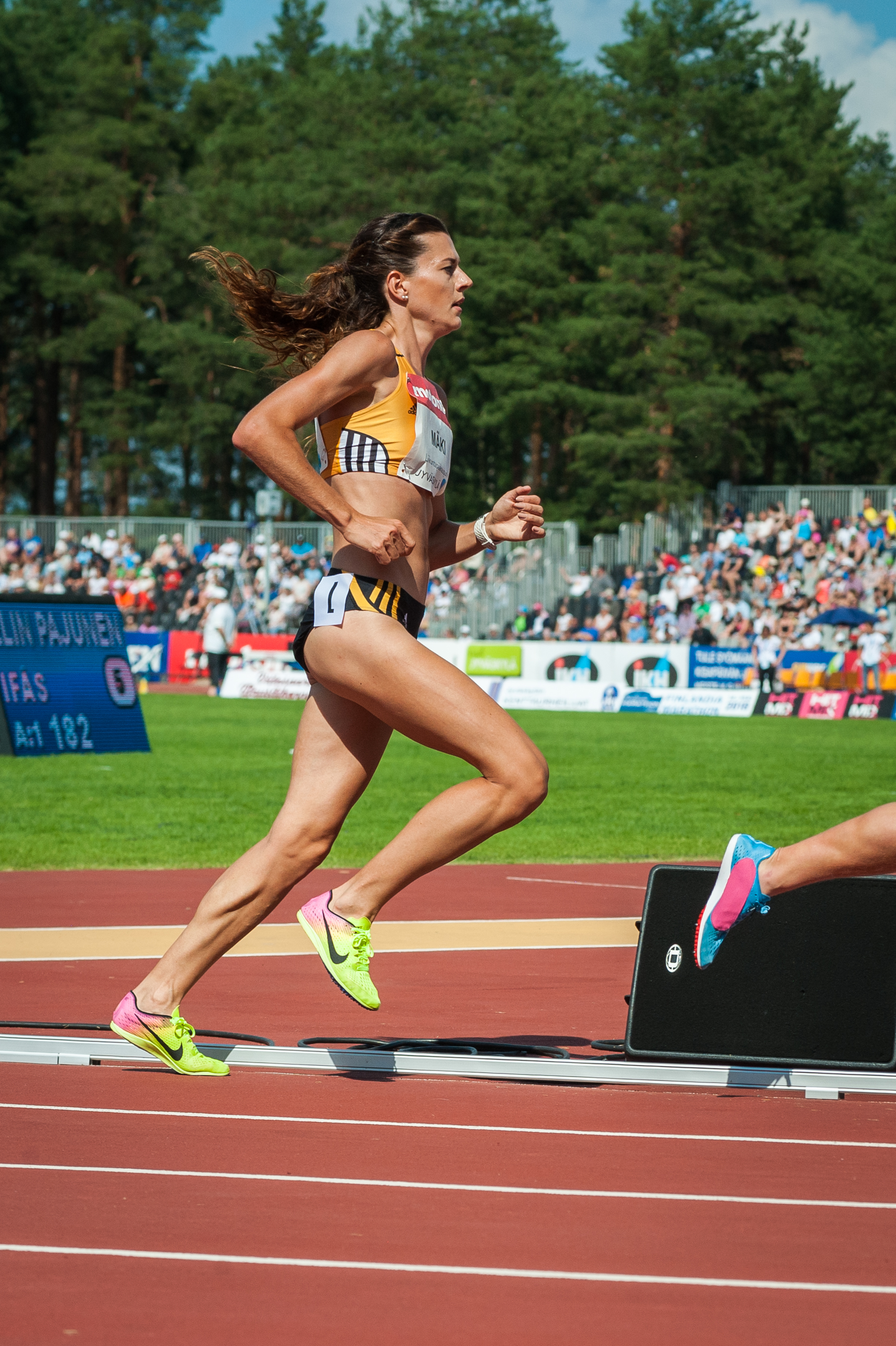
Kristiina Mäki erreichte Platz dreizehn

## Video
- Women's 1500m final, Tokyo Replays, youtube.com, abgerufen am 30. Mai 2022